# حمام یری
حمام یری مربوط به دوره اشکانیان - دوره ساسانیان است و در شهرستان ماهنشان، بخش مرکزی، دهستان اوریاد، روستای قاضی کندی، ۲۰۰متری جنوب جاده آسفالته واقع شده و این اثر در تاریخ ۲۵ آبان ۱۳۸۷ با شمارهٔ ثبت ۲۳۸۲۷ به‌عنوان یکی از آثار ملی ایران به ثبت رسیده است.